# Franz von Holzhausen
Franz von Holzhausen (Simsbury, 10 maggio 1968) è un designer statunitense.
Dopo aver dato le dimissioni dalla sua posizione presso Mazda North American Operations il 31 luglio 2008, è responsabile del design presso Tesla Inc..

## Carriera
Von Holzhausen ha iniziato la sua carriera alla Volkswagen nel 1992, dove ha lavorato ai progetti per il Microbus e il progetto concept New Beetle, noto come Concept One, sotto la guida del designer J Mays. Si è poi trasferito alla General Motors nel 2000 come responsabile del design, dove ha lavorato alle roadster Saturn Sky e Pontiac Solstice.
Dopo aver assunto il suo ruolo a Mazda il 21 febbraio 2005, von Holzhausen ha guidato i progetti della concept car Kabura che ha debuttato al North American International Auto Show del 2006 e il concept Furai del 2008 presentato a Detroit. 
Dalla seconda metà del 2008 lavora alla Tesla dove ha curato il design delle auto Model S, Model X, Model 3, Model Y e Roadster di seconda generazione, del trattore stradale Semi e del pick-up Cybertruck, la roadster Tesla Roadster e l'ATV Tesla Cyberquad.